# آندریاس فون اتینگسهاوزن
 آندریاس فرایهر فون اتینگسهاوزن (آلمانی: Andreas von Ettingshausen؛ زاده ۲۵ نوامبر ۱۷۹۶ درگذشته ۲۵ مهٔ ۱۸۷۸) یک فیزیک‌دان و ریاضی‌دان اهل اتریش بود.